# دييغو نيجري
دييغو نيجري (بالإيطالية: Diego Negri)‏ هو متسابق يخت إيطالي، ولد في 1971.

## وصلات خارجية
- دييغو نيجري على موقع الاتحاد الدولي للملاحة الشراعية (موقع جديد) (الإنجليزية)
- دييغو نيجري على موقع الاتحاد الدولي للملاحة الشراعية (موقع قديم) (الإنجليزية)
- دييغو نيجري على موقع اللجنة الأولمبية الدولية (الإنجليزية)
- دييغو نيجري على موقع أوليمبيديا (الإنجليزية)